# Tantalova muka (Hvězdná brána)
Tantalova muka je 10. epizoda 1. řady sci-fi seriálu Hvězdná brána.

## Děj
Dr. Daniel Jackson sleduje videa dokumentující utajované pokusy z roku 1945, ve kterém byla hvězdná brána skutečně aktivována a dr. Ernest Littlefield prošel bránou na planetu, která byla později označena jako P3X-972. Země s ním ztratila veškerý kontakt.
Daniel navštíví Catherine Langfordovou, dceru muže, který v roce 1945 vedl program a přehraje jí zmíněné pásky. Catherine je šokována, protože v muži, který prošel bránou, pozná svého snoubence Dr. Ernesta Littlefielda. Domnívala se, že zahynul při výbuchu v laboratoři, jak jí tehdy řekl její otec profesor Langford. Netušila, že Ernest spolu s profesorem Langfordem úspěšně aktivovali bránu a Ernest se vydal jako dobrovolník na první cestu bránou. Daniel vezme Catherine do SGC.
Na poradě v SGC, Daniel ukáže, že je schopen ze starých záběrů získat adresu, kterou vědci tehdy vytočili. Carterová se zmíní, že tato adresa není na seznamu, který se nachází na Abydosu, což je přímý důkaz toho, že Goa'uldi nejsou stavitelé hvězdných bran. Teal'c poukazuje na to, že to může znamenat, že na planetě, kam Dr. Littlefield odcestoval, může být technologie, kterou Goa'uldi neznají. Generál George S. Hammond souhlasí s tím, aby SG-1 šla na planetu a pokusí se přivést Dr. Littlefielda domů. Catherine trvá na své účasti v misi a odchází spolu s SG-1.
Na druhé straně brány, se ocitnou v jakémsi hradu posazeném na výběžku skály nad rozbouřeným mořem. Uvnitř, najdou Dr. Littlefielda, který je hubený, ale naživu.
Carterová zjistí, že DHD je rozbité a tudíž na planetě uvízli. Zatímco pracuje na řešení, Catherine se sbližuje s Ernestem.
Ernest ukazuje Danielovi své deníky a zavede ho do místnosti s centrálním pultem a zařízením, které po celu dobu studoval. Když se plukovník O'Neill dotkl krystalu uprostřed pultu, objevil se oranžový paprsek, který v prostoru promítl modely chemických prvků. Daniel usuzuje, že prvky jsou stavebními kameny celého vesmíru. Lze je použít jako univerzální jazyk, protože se komunikační metoda zredukuje na nejzákladnější prvky. Ukazuje se, že zařízení je jakási „kniha“ obsahující vědomosti čtyř mimozemských ras. Daniel je zařízením posedlý natolik, že je ochoten riskovat život a zůstat na planetě.
Zatímco Carterová a Teal'c pracují na zprovoznění DHD, na útes narazí velká vlna, což vyvolalo sesuv, který způsobil, že se DHD propadlo skrz podlahu a do oceánu. Carterová myslí, že úder blesku směrovaný do brány může dodat dostatek energie, aby bránu vytočili ručně, což jim umožní uniknout.
SG-1 nakonec získává energii potřebnou k manuálnímu zadání adresy z blesku. Carterová s Teal’cem zadají adresu. Plukovník O'Neill přikazuje ostatním, aby prošli bránou a jde pro Daniela. Danielova posedlost mimozemským zařízením zvyšuje jeho odhodlání zůstat na planetě a prostudovat celé zařízení. Na poslední chvíli se mu to Ernest snaží vymluvit a poukazuje na skutečnost, že vědecké objevy nemají smysl, pokud je člověk nemá s kým sdílet.
Oba muži doběhnou do místnosti s bránou. Stavba se začíná bortit. Červí díra se začíná hroutit a již dlouho nevydrží. Daniel do ní na poslední chvíli skočí a brána se za nimi zavírá.
Později, je v SGC učiněn pokus o otevření další červí díry na planetu, aby zjistili, zda je možné se na ní vrátit. Pokus selže, pravděpodobně proto, že cílová brána byla pohřbena. Nicméně, Ernest jim připomíná, že jejich mise přinesla ovoce, protože zachránili jeho poznámky. Ernest říká Danielovi, že jednoho dne by se mohl setkat s těmi, kdo napsali "knihu" a dozvědět se, co to znamená.